# Layla
"Layla"는 에릭 클랩튼과 짐 고든이 작사·작곡한 곡으로, 본래는 블루스 록 밴드 데릭 앤 더 도미노스의 앨범인 《Layla and Other Assorted Love Songs》(1970년 11월)에 13번째 트랙에 수록된 곡이다. 록 음악계에서 가장 사랑받는 곡 중 하나로 여기지며, 에릭 클랩튼과 듀안 올맨의 실수하지 않는 기타 피규레이션, 그리고 곡의 후반에 구성되는 피아노 코다가 특징이다. 클랩튼과 고든이 따로 구성한 대조적인 부분이 유명하다.
이 곡은 이언 댈러스가 클랩튼에게 준 페르시아 문학의 고전 시인 니자미의 작품 《라일라와 마주눈》의 필사본에서 영감을 얻었다. 아름다운 여인과 이루어질 수 없는 사랑에 빠졌지만, 그녀와 결혼을 할 수 없게 되자 미쳐버리게 되는 한 젊은 사내에 관한 이야기인 그 책은 에릭 클랩튼을 완전히 바꿔놓았다. 클랩튼은 자서전에서 말하길, "이언 댈러스가 나에게 한 청년의 로맨틱한 페르시아 이야기인 라일라와 마주눈의 이야기를 해주었다, 마준은 아름다운 여인 라일라와 정열적인 사랑에 빠지지만, 그녀의 아버지가 그와 결혼하는 것을 금해버려 사랑에 대한 갈망에 미쳐버리게 된다." 이 곡은 그 당시에 클랩튼의 친구이자 동료인 뮤지션 조지 해리슨의 아내인 패티 보이드에 대한 짝사랑에 대해서 많은 영감을 받았다.
Layla가 처음 공개되었을 때는 성공적이지 못하였다. 이 곡은 이후로 비평적인 호평과 대중적인 인기를 얻었으며, 자주 역대 최고의 록 노래로 칭송받기도 한다. 두 개의 버전들은 차트에서 성공을 거뒀고, 처음 버전은 1972년에 그리고 두 번째(피아노 코다가 빠진) 버전은 클랩튼이 연주한 언플러그드에서 어쿠스틱 버전으로 20년 뒤에 발매되었다. 2004년, Layla는 롤링 스톤이 선정한 역사상 가장 위대한 노래 500곡 중 27위에 올랐고, 어쿠스틱 버전은 1993년 그래미상 최우수 록 노래상을 차지했다.